# Kritische afsluitdruk
De kritische afsluitdruk (Engels: critical closing pressure, CrCP/CCP) is de druk waarbij een bloedvat instort en volledig afsluit. Wanneer de bloeddruk onder de CrCP daalt, kan het bloedvat de externe druk (hetzij van de omgeving, hetzij van de gladde spiercellen) niet meer compenseren, waardoor de bloedstroom stopt. Een voorbeeld van dit fenomeen is het meten van de bloeddruk met behulp van de "pulse obliteration methode" met een bloeddrukmeter.
In rust is de CrCP van een arterie gelijk aan ongeveer 20 mmHg. 
De CrCP is hoger in arteriën dan de gemiddelde vasculaire vullingsdruk die zich na overlijden ontwikkelt (7 mmHg). Daarom storten slagaders na de dood in en vullen ze zich met lucht.

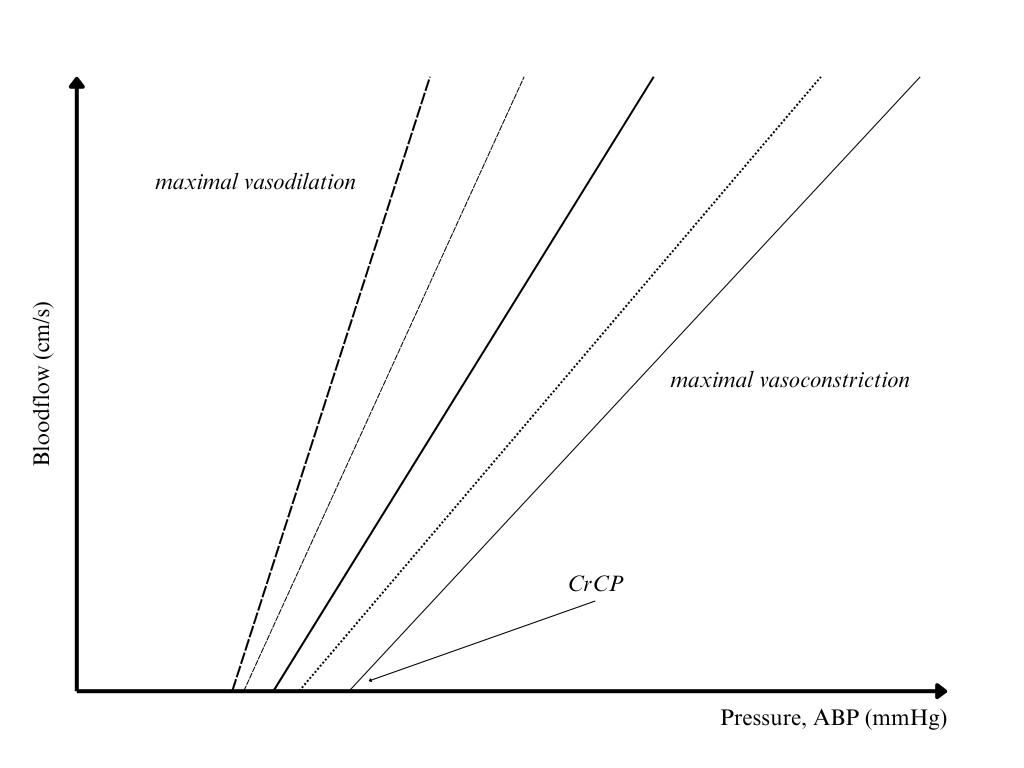
De CrCP in verschillende bloedvaten

CrCP heeft een directe invloed op cerebrale perfusie door de minimale druk te bepalen die nodig is om de bloedvaten open te houden. Een verhoogde CrCP, gecombineerd met lage cerebrale bloedstroomsnelheden (MFVMCA) en hoge cerebrovasculaire weerstand (CVR), is kenmerkend voor de vertraagde cerebrale hypoperfusiefase die optreedt na een hartstilstand. CrCP fungeert zo als een belangrijke marker voor het monitoren van cerebrale hypoperfusie na een hartstilstand. Factoren zoals vasospasme, oedeem, verhoogde viscositeit, en adhesie van bloedplaatjes en leukocyten dragen ook bij aan de hypoperfusiefase. In tegenstelling tot volwassenen met een hogere ABP (arterial blood pressure, 70 mmHg), hebben premature baby's met een lagere ABP (30 mmHg) een veel kwetsbaardere cerebrale perfusie. Dit betekent dat zelfs kleine veranderingen in CrCP een grote invloed kunnen hebben op de cerebrale bloedstroomsnelheid (CBFV), wat een risico op hypoperfusie of ischemie met zich meebrengt.

## Kwantificatie
CrCP kan aan het bed worden gemeten met Doppler-ultrasound en ABP-metingen. Dit maakt het een praktisch hulpmiddel in klinische zorg, vooral voor kwetsbare populaties zoals premature baby's. Zo wordt de CrCP berekend met de volgende formule:
{\displaystyle CrCP=ABP_{d}+\kappa (CBFV_{s}-CBFV_{d})}
waarbij {\displaystyle ABP_{d}} de diastolische arteriële bloeddruk is, κ de correctiefactor, {\displaystyle CBFV_{s}} de systolische bloedstroomsnelheid en {\displaystyle CBFV_{d}} de diastolische bloedstroomsnelheid.